# Hrabstwo Sherman (Kansas)

Piramida wieku hrabstwa

Hrabstwo Sherman – hrabstwo położone w USA w stanie Kansas z siedzibą w mieście Goodland. Założone 20 września 1886 roku.

## Miasta
- Goodland
- Kanorado

## Drogi główne
- Interstate 70
- US-24
- K-27

## Sąsiednie Hrabstwa
- Hrabstwo Cheyenne
- Hrabstwo Rawlins
- Hrabstwo Thomas
- Hrabstwo Logan
- Hrabstwo Wallace
- Hrabstwo Kit Carson, Kolorado